# Material Sensible
Material Sensible es una antología de cuentos y versos escritos por Neil Gaiman. Se publicó pro primera vez en los Estados Unidos en 2015 por William Morrow. El título es una referencia al concepto de "aviso de contenido", originalmente pensado para advertir a víctimas de abuso sexual u otro trauma acerca de contenido potencialmente gráfico. En la introducción de este libro, Neil Gaiman reconsidera la pregunta de si las historias deberían considerarse "espacios seguros"; y, concluyendo que no deberían serlo, advierte a los lectores de que las historias de esta colección pueden molestarles. 
La mayoría de las historias de este libro son reediciones de otras fuentes, como revistas o antologías; aunque Black Dog es un relato corto nuevo, secuela de American Gods y protagonizado por Sombra, que fue escrito a propósito para esta colección.

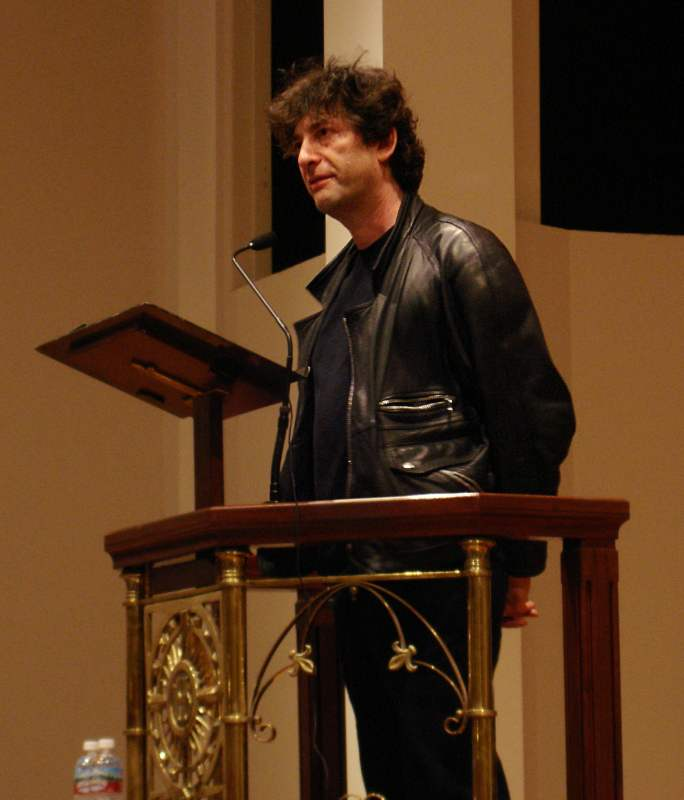
Neil Gaiman en una conferencia.

## Contenido
Los cuentos que contiene el volumen son los siguientes: Cómo montar una silla, Un laberinto lunar, Lo que pasa con Cassandra, En la oscura profundidad del mar, "La verdad es una cueva en las montañas negras...", Mi última casera, Una historia de aventuras, Naranja, Un calendario de cuentos, El caso de la muerte y la miel, El hombre que olvidó a Ray Bradbury, "Jerusalén", Clic-Clac, el sonajero, Un conjuro contra la curiosidad, "Y llora, como Alejandro", Las nada en punto, Diamantes y perlas: un cuento de hadas, El retorno del delgado duque blanco, Terminaciones femeninas, Ceñirse a las formalidades, La joven durmiente y el huso, El oficio de la bruja, En Relig Odhráin, Black Dog.
[Títulos extraídos de la edición en español editada por Salamandra] 

## Información adicional
En la introducción de esta antología, como se indicaba en el epígrafe inicial, el propio autor dedica un apartado a advertir a los lectores acerca de la dureza de algunos de los relatos del volumen. El propio Gaiman afirma "Todavía hay cosas que me perturban profundamente cuando me topo con ellas". 
Los géneros predominantes de los relatos nombrados son terror, fantasía oscura y suspense; aquellos que normalmente se encuentran en las piezas publicadas de Gaiman. Se puede hacer especial referencia tanto a la experimentación en la forma de alguno de los escritos, ya sea por estar escrito como las respuestas a un cuestionario (como en Naranja); o bien, por desarrollar lo conocido por retelling en base a cuentos populares (el caso de La joven durmiente y el huso). Sin olvidar mencionar sus relatos que crean conexiones con otros textos conocidos en la cultura popular: Las nada en punto en un relato con el conocido protagonista de Doctor Who; mientras que El caso de la muerte y la miel se trata de una aventura de Sherlock Holmes, personaje creado por el autor escocés Arthur Conan Doyle. 